# Marcin Bosak
Marcin Bosak (* 9. září 1979 Łódź) je polský herec.

## Životopis
Je známý pro filmy Agnieszky Holland. Je partnerem herečky Monikií Pikuły a má dva syny.

## Filmografie
- Z piosenką przez Belweder (1995)
- Czy można się przysiąść (1999)
- Na dobre i na złe (TV) (2002, 2014-2016)
- Miodowe lata (sitcom)' (2002)
- M jak miłość (TV) (2003-2006)
- Glina (TV) (2003)
- Pręgi (2004)
- Czwarta władza (TV) (2004)
- Rozdroże Cafe (2004)
- Motór (2005)
- Tylko mnie kochaj' (2005)
- 'Autor wychodzi (2006)
- Pitbull (TV) (2007)
- Mała wielka miłość (TV) (2008)
- Jánošík – Pravdivá historie (2009)
- Generał. Zamach na Gibraltarze (2009)
- Ciacho (2010)
- Nowa (2010)
- In Darkness (2011)
- 80 milionów (2011)
- Czas honoru (2013)
- Pokot (2017)